# ESV Kaufbeuren
Le ESV Kaufbeuren est un club allemand de hockey sur glace basé à Kaufbeuren. Il évolue en DEL2, le second échelon allemand.

## Historique
Le club est créé en 1946. En 2007, il est rétrogradé en Oberliga.

## Anciens joueurs

### Palmarès
- Vainqueur de la 2. Bundesliga: 1959, 1969, 1974, 1977, 1980, 1991,.